# Governo Provisório da Albânia

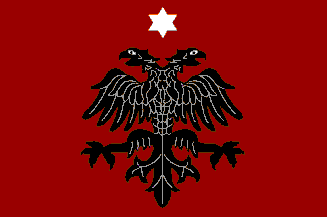
Bandeira do Governo Provisório da Albânia

Governo Provisório da Albânia foi o governo criado pela Assembleia de Vlorë em 1912. Tratou-se de um governo provisório liderado por Ismail Qemali até sua renúncia em 22 de janeiro de 1914, quando foi sucedido por Fejzi Bej Alizoti até a coroação de Guilherme de Wied em 7 de março de 1914.

## Membros do Governo
- Primeiro-ministro - Ismail Qemali
- Vice primeiro-ministro - Dom Nikollë Kaçorri
- Ministro do Interior - Myfid bej Libohova
- Ministro da Guerra - Mehmet Pashë Derralla
- Ministro das finanças - Abdi bej Toptani
- Ministro da justiça - Petro Poga
- Ministro da educação - Luigj Gurakuqi
- Ministro da Agricultura - Pandeli Cale